# عين صالح
عين صالح، (بالإنجليزية: Aïn Salah)، مدينة جزائرية تاريخية، عرفت بمقاومة الاحتلال الفرنسي. أصبحت دائرة منذ عام 1958 م تعرف باسم منطقة تدكلت، وهو الكف وسط اليد. تعتمد في مصدر الرزق على الغاز الطبيعي بالدرجة الأولى، ثم التمور . وتقع في وسط الجزائر .

## المدينة
تحد مدينة عين صالح من الجهة الغربية مجموعة كثبان رملية التي تقسم المدينة إلى نصفين وتتقدم بسرعة قدرها حولي متر واحد كل خمس سنوات باتجاه المدينة.
تحوي المدينة أربع قصور مبنية من الطوب الأحمر كما تتواجد بها مجموعة من الآبار التي تميل مياهها إلى الملوحة.

## المقاومة الشعبية
شهدت منطقة عين صالح المقاومة الشعبية ضد الاحتلال الفرنسي في التديكلت، حيث وقعت معركة الفقيقيرة صباح يوم 28 ديسمبر 1899 حوالي 25 كلم شمالي عين صالح بين أهالي المدينة المقدرين بقرابة 170 مجاهداً بأسلحة خفيفة وقوات النقيب الفرنسي بأن رئيس المكتب الفرنسي بورقلة والمقدر عددها بما يزيد عن 700 جندي أفضل تسليحا، إنتهت المعركة باستشهاد 50 مجاهد وأسر 64 مجاهدا حيث تم نقلهم إلى عين صالح لتمارس عليهم كل أنواع التعذيب.

## النقل
تحتوي مدينة عين صالح على مطار داخلي يضمن رحلات منتظمة إلى الجزائر العاصمة إضافة إلى مدن داخلية أخرى. كما تتوفر المدينة على فندق، محطة برية للنقل تضمن الرحلات إلى الشمال والجنوب إضافة إلى مطعم ونادي للإنترنيت إضافة إلى احتوائها على مخيمين للإقامة.

## الاقتصاد
تعتبر حقول الغاز والنفط المتواجدة بإقليم عين صالح أهم الموارد الاقتصادية للمدينة وأهم قطاع للتشغيل غير أن المدينة لها باع فلاحي أيضا يتمثل أساسا في قرابة 200000 نخلة إلى جانب بساتين الخضروات والفواكه، تتواجد أهم هذه الحقول على الحدود الشرقية والجنوبية للمدينة وهي محمية عن طريق حواجر تمنع تقدم زحف الرمال من الناحية الغربية، تعتمد الفلاحة في عين صالح أساسا على الآبار الارتوازية لتوفير مياه الري.
تتواجد بالمدينة العديد من قبائل الطواق.
تشتهر مدينة عين صالح بترشيح الغاز الطبيعي المستخرج من ثاني أوكسيد الكربون وإعادة حقنه في الطبقات الجوفية لمنع انتشاره في الجو لتلويثه.
عرفت المدينة في القدم كسوق هامة للعبيد، العاج والذهب القادمة من الجنوب والتي تتم مقايضتها مع السلع الأوروبية القادمة من الشمال.

## المناخ
يتميز مناخ منطقة عين صالح بمعدل تساقط لا يزيد عن 25 ملم في سنويا، وتبلغ الحرارة في عين صالح درجات قياسية صيفا على امتداد مايقارب أربعة أشهر نهارا، بينما تنخفض ليلا إلى درجات مقبولة، تتميز أيام الشتاء بالحرارة كما تهب زوابع رملية قوية حاملة معها ذرات الرمل في فصل الربيع، تهب رياح السيروكو الحارة في فصل الصيف مما يدفع بدرجات الحرارة إلى مستوايات قياسية تفوق الخمسين درجة أحيانا وتسببت في الماضي إلى وفاة العشرات من الرضع والشيوخ.
| البيانات المناخية لـعين صالح      | البيانات المناخية لـعين صالح | البيانات المناخية لـعين صالح | البيانات المناخية لـعين صالح | البيانات المناخية لـعين صالح | البيانات المناخية لـعين صالح | البيانات المناخية لـعين صالح | البيانات المناخية لـعين صالح | البيانات المناخية لـعين صالح | البيانات المناخية لـعين صالح | البيانات المناخية لـعين صالح | البيانات المناخية لـعين صالح | البيانات المناخية لـعين صالح | البيانات المناخية لـعين صالح |
| الشهر                             | يناير                        | فبراير                       | مارس                         | أبريل                        | مايو                         | يونيو                        | يوليو                        | أغسطس                        | سبتمبر                       | أكتوبر                       | نوفمبر                       | ديسمبر                       | المعدل السنوي                |
| --------------------------------- | ---------------------------- | ---------------------------- | ---------------------------- | ---------------------------- | ---------------------------- | ---------------------------- | ---------------------------- | ---------------------------- | ---------------------------- | ---------------------------- | ---------------------------- | ---------------------------- | ---------------------------- |
| الدرجة القصوى °م (°ف)             | 31 (88)                      | 35 (95)                      | 39 (102)                     | 42 (108)                     | 46 (115)                     | 50 (122)                     | 50 (122)                     | 50 (122)                     | 49 (120)                     | 44 (111)                     | 36 (97)                      | 31 (88)                      | 50 (122)                     |
| متوسط درجة الحرارة الكبرى °م (°ف) | 21 (70)                      | 24 (75)                      | 28 (82)                      | 33 (91)                      | 37 (99)                      | 43 (109)                     | 45 (113)                     | 44 (111)                     | 41 (106)                     | 34 (93)                      | 27 (81)                      | 22 (72)                      | 33 (91)                      |
| متوسط درجة الحرارة الصغرى °م (°ف) | 6 (43)                       | 8 (46)                       | 12 (54)                      | 17 (63)                      | 21 (70)                      | 27 (81)                      | 28 (82)                      | 28 (82)                      | 25 (77)                      | 19 (66)                      | 12 (54)                      | 7 (45)                       | 18 (64)                      |
| أدنى درجة حرارة °م (°ف)           | −3 (27)                      | −2 (28)                      | 2 (36)                       | 9 (48)                       | 12 (54)                      | 16 (61)                      | 23 (73)                      | 22 (72)                      | 17 (63)                      | 9 (48)                       | 3 (37)                       | 0 (32)                       | −3 (27)                      |
| الهطول مم (إنش)                   | 3 (0.1)                      | 3 (0.1)                      | 0 (0)                        | 0 (0)                        | 0 (0)                        | 0 (0)                        | 0 (0)                        | 3 (0.1)                      | 0 (0)                        | 0 (0)                        | 5 (0.2)                      | 3 (0.1)                      | 17 (0.7)                     |
| المصدر: BBC Weather               |                              |                              |                              |                              |                              |                              |                              |                              |                              |                              |                              |                              |                              |